# Parti socialiste progressiste (Liban)
Pour les articles homonymes, voir PSP et Parti socialiste progressiste.
Le Parti socialiste progressiste (PSP) (en arabe : الحزب التقدمي الاشتراكي) est un parti politique libanais. Il a été fondé en 1949 par le chef druze Kamal Joumblatt. Celui-ci meurt assassiné en 1977. Son fils Walid lui succède à la tête du parti. En 2023, Taymour Joumblatt (en), fils du précédent, est élu chef du parti.

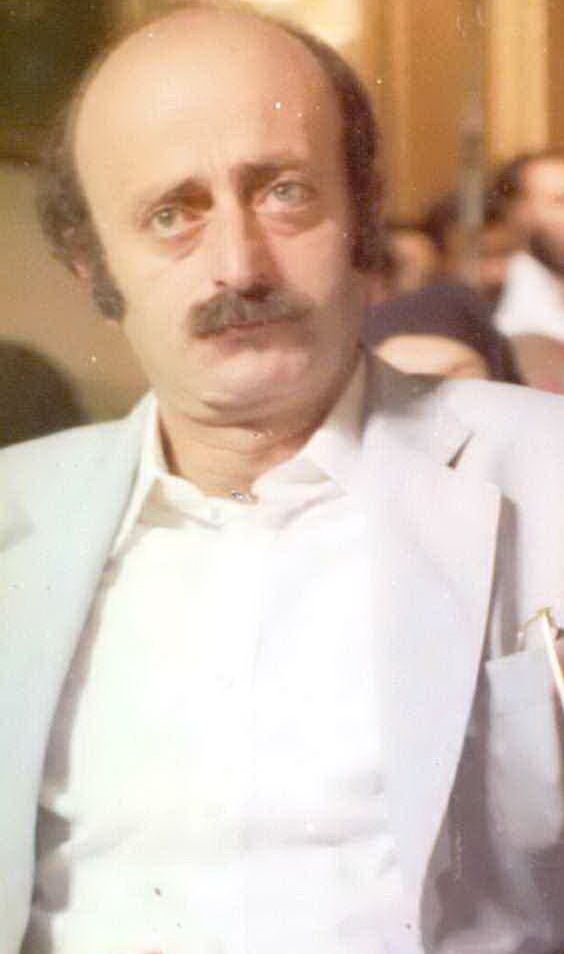
Walid Joumblatt, chef du parti et fils du fondateur.

Bien que le parti soit officiellement laïc, il représente majoritairement la communauté druze. Ce parti remplace historiquement le parti Joumblatti par opposition au parti Yazbaki dirigé aujourd'hui par l'émir Talal Arslane.
Le parti a beaucoup changé depuis la mort de Kamal Joumblatt. Désormais, les demandes de réformes structurelles, le panarabisme et la rhétorique en faveur de la justice sociale ont été marginalisés, voire abandonnés.
Il est membre de l'Internationale socialiste.
En mai 2023, Walid Joumblatt démissionne de la présidence du parti. Il demande que son fils Taymour le remplace. Taymour, candidat unique à la présidence, est élu. Toutefois, Walid Joumblatt reste considéré comme le chef de facto du parti.

## Opposition principale
- Talal Arslane
- Farid Hamadé, décédé en exil en 1999